# Lodel
 (octobre 2021).
Lodel est un système de gestion de contenu libre multi-sites et multi-utilisateurs spécifiquement orienté vers l'édition et plus particulièrement vers l'édition de revues scientifiques.

## Présentation
Lodel est essentiellement utilisé pour l'édition de revues scientifiques en ligne,. Il est particulièrement adapté à l'édition de textes longs et au traitement des notes de bas de pages. Il est distribué selon les termes de la licence GNU GPL.

## Historique
Créé par Ghislain Picard et Marin Dacos en 2000, Lodel est développé principalement par l'équipe de OpenEdition pour l'alimentation de ses plateformes OpenEdition Books et OpenEdition Journals. 
En 2021, dans le cadre d’un mouvement de mutualisation des moyens et des compétences nécessaires à la création de revues en accès ouvert, Lodel est employé par des pépinières de revues scientifiques. 

## Technique
Lodel emploie la technologie OTX pour importer des textes (Word ou OpenDocument). La liste des styles des documents importés (et reconnus par Lodel) est extensible et configurable, de manière que la structure interne de ces documents soit conservée après importation. Cela permet à des utilisateurs ne connaissant pas les techniques du web de mettre des documents en ligne en utilisant simplement un logiciel de traitement de texte et un navigateur web.
Lodel donne des droits aux utilisateurs selon leurs compétences et leurs responsabilités dans le travail éditorial. 